# Азовка (Бобров)
Азо́вка — городской район Боброва в Воронежской области России.
Часть административного центра Бобровского района и городского поселения Бобров.

## История
В 1711 году российские войска под командованием царя Петра I потерпели поражение в войне с турками. Согласно договору Турция получала обратно порт Азов. Жители этого города переселялись на север от границы. Основная часть переселенцев осела на южной окраине Окско-Донской равнины, на правом берегу реки Битюг (приток Дона). Рядом с молодым городом Бобровск возникло поселение Азовская слобода. Новообразованная губерния получило название Азовской.
Первым делом жители возвели православный храм Покрова Пресвятой Богородицы.
В XIX веке Азовская слобода в составе Бобровской волости Бобровского уезда Воронежской губернии. В начале XX века в слободе проживало 8 тыс. жителей.
В 1928 году Азовка стала частью города Боброва.
В Азовке родились Герои Советского Союза Иван Артемьев (1917—1944) и Иван Квасов (1922—1945).